# Nord-Krim-Kanal
Der Nord-Krim-Kanal (ukrainisch Північно-Кримський канал Piwnitschno-Krymskyj kanal; russisch Северо-Крымский канал Sewero-Krymski kanal) ist ein 402,6 km langer Kanal im Süden der Ukraine und diente bis 2014 und dann in Folge wieder seit 2022 zur Bewässerung der Krim. Seit der Zerstörung des Kachowka-Staudammes am 6. Juni 2023 und Abfluss des Kachowka-Stausees, woraus der Kanal gespeist wurde, leidet der Kanal und damit die Bewässerung der Krim-Landwirtschaft unter erheblichem Wassermangel. 

## Verlauf
Der Nord-Krim-Kanal beginnt bei Nowa Kachowka in der Oblast Cherson am zum Kachowkaer Stausee angestauten Dnepr, verläuft danach durch den Süden der Oblast Cherson und über die Landenge von Perekop, anschließend durch den Norden der Krim über Sowjetskyj bis nach Kertsch im Osten der Halbinsel.

## Technische Daten
Der Nord-Krim-Kanal ist 402,6 km lang, seine maximale Tiefe beträgt 6 Meter und seine durchschnittliche Breite liegt bei 10 bis 15 Metern.
Das Kanalsystem hat eine Gesamtlänge von 1500 km und ist das größte und komplexeste Bewässerungssystem Europas. Der Kanal hat eine maximale Kapazität von 380 m³/s und leitet über 1,2 Mrd. m³ Wasser pro Jahr auf die Krim.

## Nutzung
Die der Krim zugeführte Wassermenge deckte 85 % des gesamten Wasserverbrauchs der dortigen Bevölkerung. Durch den Bau des Kanals konnten über 270.000 Hektar der – aufgrund geringer Niederschläge – bis dahin wasserarmen Steppe bewässert werden.
Im Landesinnern der Krim wurde die Wasserversorgung durch den Kanal von Krasnohwardijske übernommen, der bei Dschankoj abzweigt und Wasser in den Westen der Halbinsel leitet.

## Geschichte
Die Krim gehört zu den Regionen mit den geringsten eigenen Wasserreserven Europas. 1961 begann die Sowjetunion mit dem Bau des Kanals, der die Wasserversorgung der Krim sichern sollte. 1963 führte der Kanal bereits Wasser bis nach Krasnoperekopsk im Norden und 1965 bis zur Stadt Dschankoj im Zentrum der Krim. 1971 wurde die Stadt Kertsch erreicht. Die offizielle Inbetriebnahme folgte im Dezember 1976.
Nach der Annexion der Krim durch Russland im März 2014 riegelte die Ukraine im April 2014 den Kanal ab, der 85 Prozent des Frischwasserbedarfs der Halbinsel abdeckte. Die Ukraine begründete dies mit Vertragsverletzungen infolge der Annexion.
Im April 2017 stellte die Ukraine einen neuen Staudamm (▼) am Nord-Krim-Kanal fertig, der die Krim vom ukrainischen Wassersystem komplett abschnitt. Die in hohem Maße von der Wasserzufuhr aus dem Dnepr abhängige Landwirtschaft auf der Krim hatte seitdem mit Wassermangel zu kämpfen. In den ersten Tagen des Überfalls auf die Ukraine 2022 stellten russische Soldaten die Wasserzufuhr wieder her, indem sie den von der Ukraine 2014 errichteten Damm sprengten. Nach der Zerstörung des Kachowka-Staudamms am 6. Juni 2023 ist damit zu rechnen, dass der Kanal erneut trockenfällt, weil der Kachowkaer Stausee (▼) die einzige Wasserquelle des Kanals ist. 

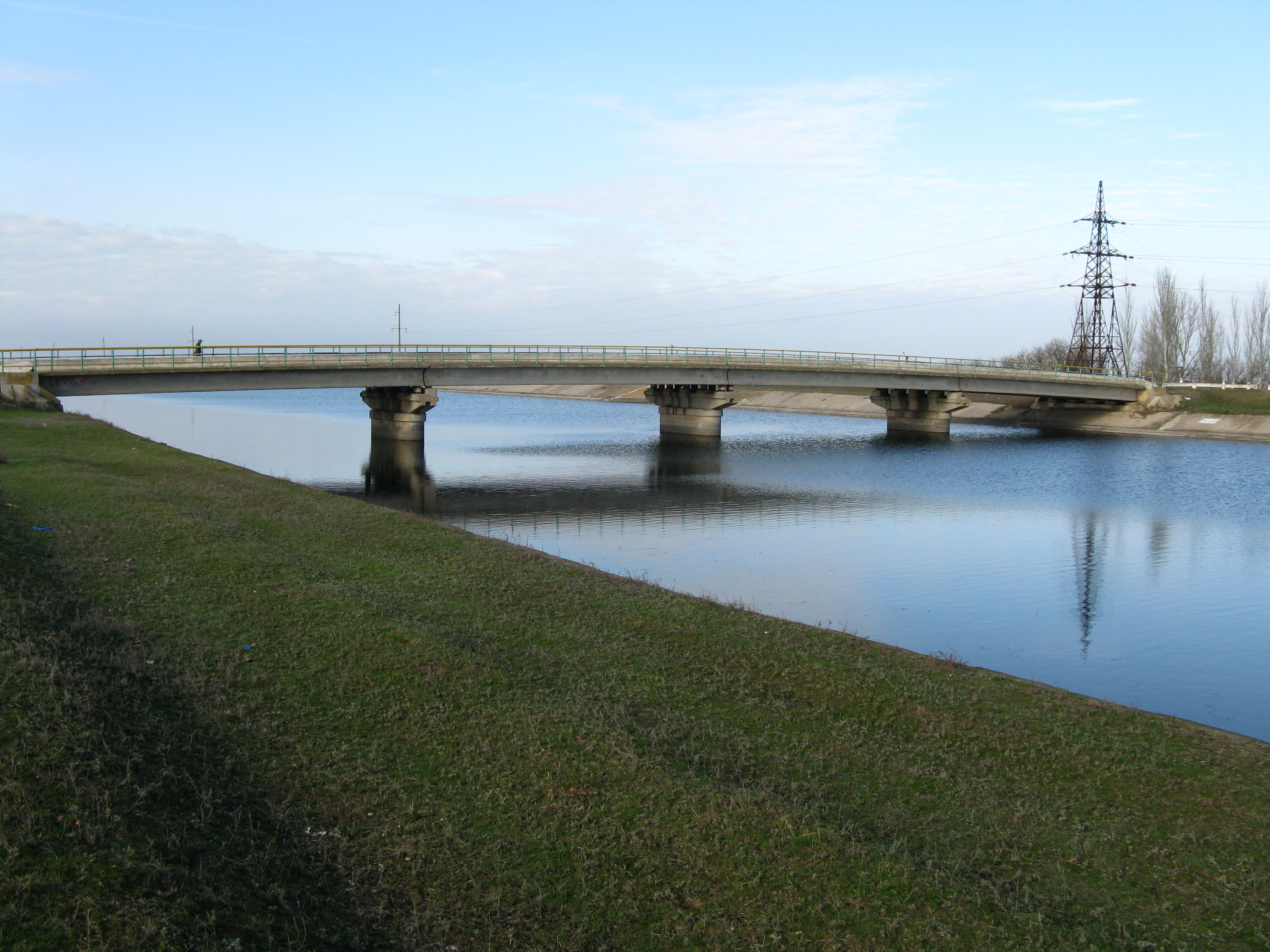
Kanal nahe Sofijewka, 2009
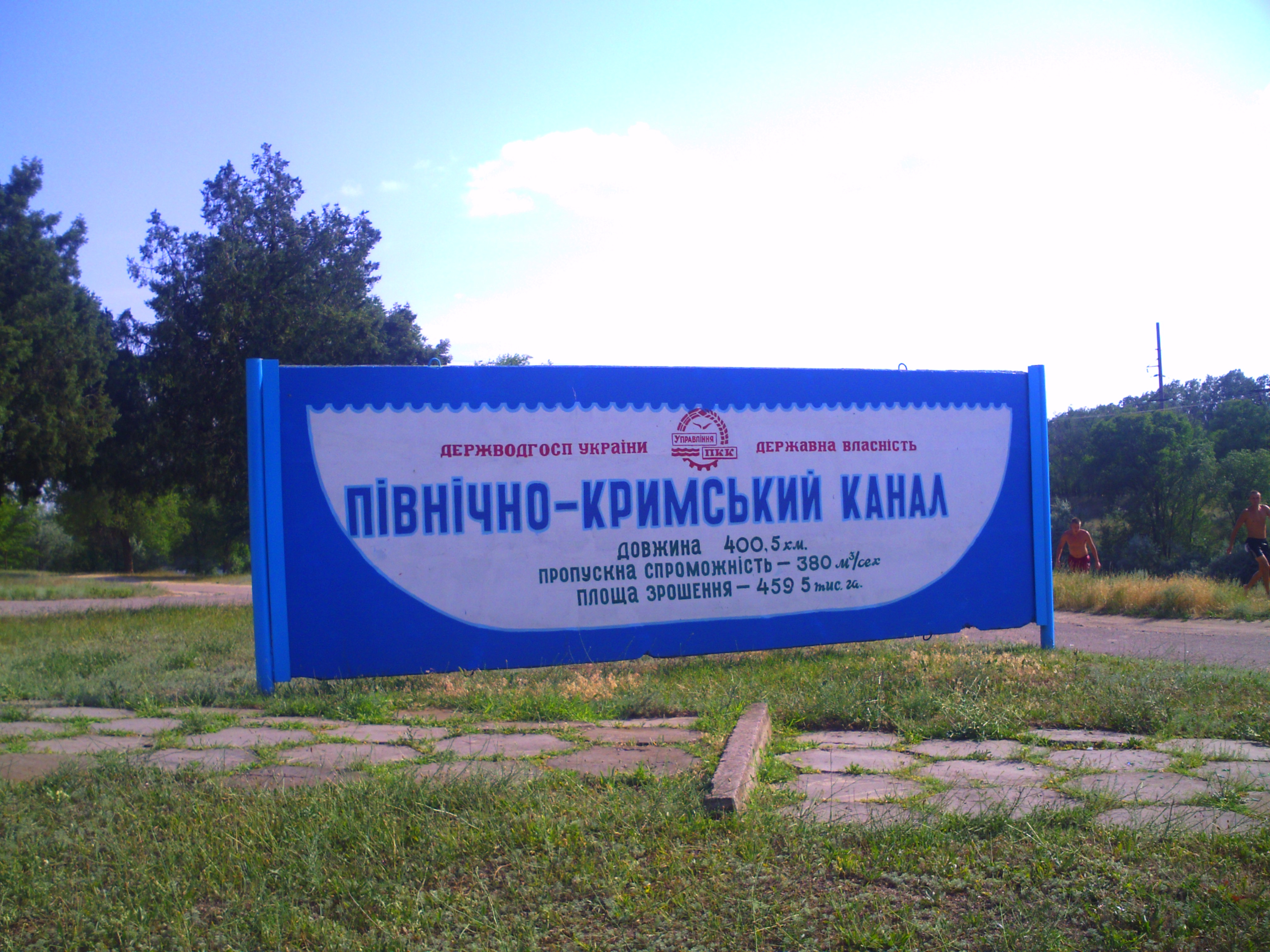
Schild mit Beschreibung des Kanals (2009)
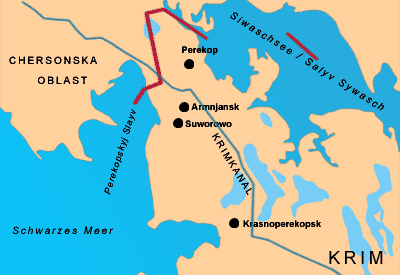
Der Kanal an der Landenge von Perekop
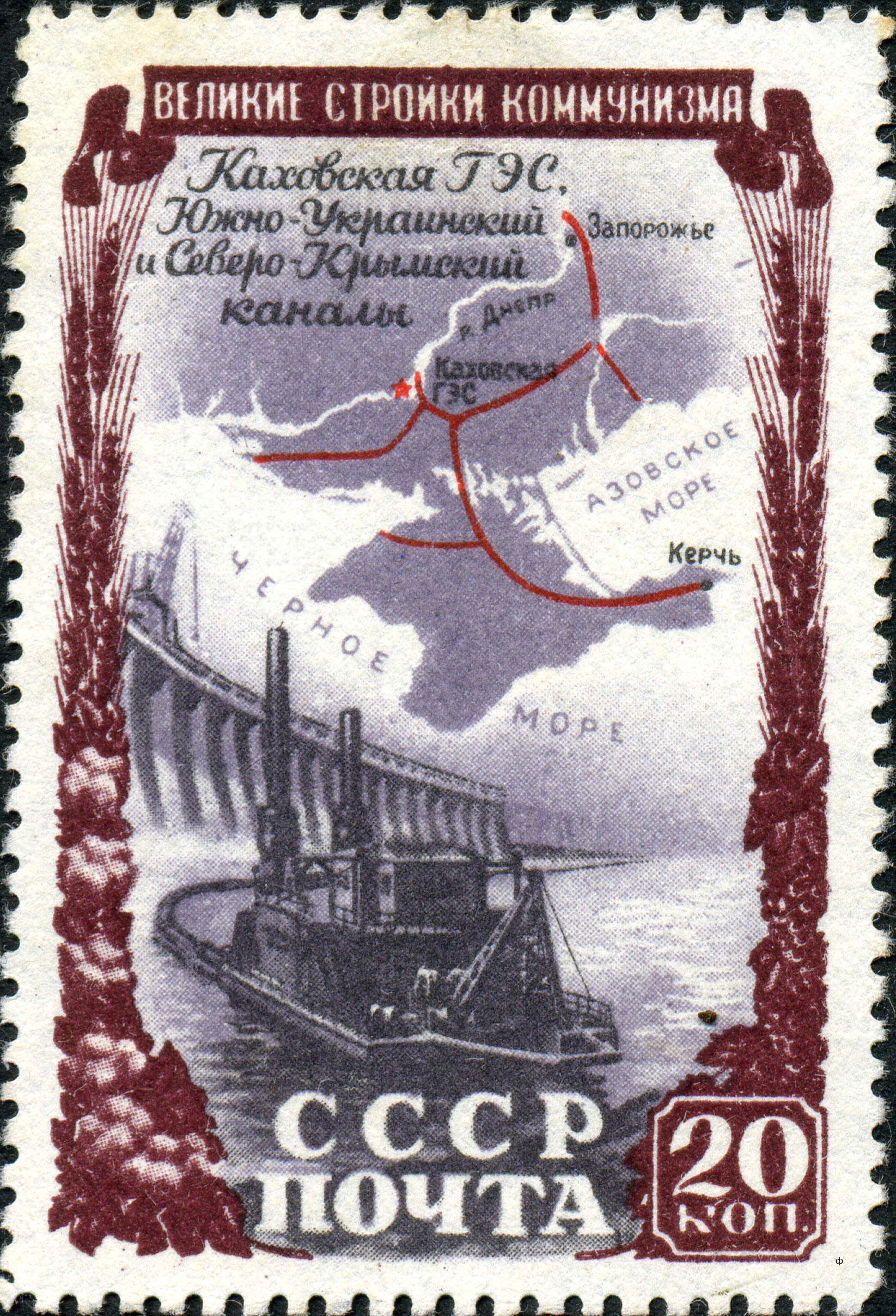
Sowjetische Briefmarke von 1951 mit dem geplanten Schema des Kanalsystems